# لمبیر ملکی
لمبیر ملکی باتلاقی است در جنوب دهستان کوخرد در بخش کوخرد شهرستان بستک در غرب استان هرمزگان در جنوب ایران واقع شده‌است.

## محدوده لمبیر
محدوده لمبیر ملکی از سمت مغرب دره سه چکی و پر سنگلاخی و آودون غوچو، از سمت مشرق دره بست گز و کم اشتری، از سمت جنوب پر حیدری و پرِرچرچو، و از سمت شمال به دوکل کلاغ و دیوار سد جابر منتهی می‌شود.

## لمبیر
به گویش کوخِردی «لمبیر» به معنی تالاب است. از دهستان کوخرد ۱۰ کیلومتر از طریق راه مالرو به سمت جنوب می‌رویم به «تالاب» «لمبیر ملکی» می‌رسیم، ادامه این مسیر از کنار تالاب به پرِرچرچو منتهی می‌شود، تالاب لمبیر ملکی در ناحیه‌ای از نظر جغرافیایی در منطقه وسیع مسطح و یکی از با ارزش‌ترین و در خشک‌ترین منطقه و با گونه‌های نادر گیاهی و جانوری خاص خود، چون گوهری در کوه جنوب می‌درخشد و از نظر عملی برای پژوهشگران محیط زیست حائز اهمیت فراوان است. همچنین دو رودخانهٔ فصلی به نام‌های «درواه سه چکی» و درواه «پشتخه باپیر» به تالاب می‌ریزد.
از دیرباز داستان‌های زیادی دربارهٔ از تالاب «لمبیر ملکی»
بین کهنسالان واگفت می‌شده‌است، از جمله بلعیده شدن انسان در منطقه، این درحالی است که وسعت منطقه و وجود نیزارهای فراوان باعث می‌شده که مردم غیر بومی در منطقه دچار سردرگمی‌شوند و راه را گم کنند.
حداکثر عمق لمبیر ملکی ۲ متر در مواقع پرآبی و حداقل ۱۰۰ سانتی‌متر است. تالاب در مرکز خود چالهایی دارد که گودترین قسمت آن با وجود خشک سالیها، بدون آب نمانده‌است.

## زیبایی لمبیر ملکی
هر چند که این تالاب در میان باد گرم شورستان با دمای بیش از ۴۵ درجه سانتیگراد در تابستان واقع شده‌است، اما در آخرین روزهای پائیزی، سرد اما قابل تحمل است. در مجموعه‌ای محدود همه گونه‌های طبیعی یافت می‌شود و از تنوع توپوگرافی قابل ملاحظه‌ای برخوردار است: کوه، رودخانه، جلگه، پوشش گیاهی، تپه‌های شنی و تالاب. بازتاب پرتو آفتاب توسط آب سطح تالاب، معمولاً چشم‌اندازهای زیبایی به وجود می‌آورد.

## گونه‌های جانوری در لمبیر ملکی
مرغابی، فلامینگو، غاز خاکستری، قُمری، کراشکین، کبک، قورباغه تالابی، انواع مارمولک، آهو، هزاران پرنده مهاجر این منطقه را برای کوچ زمستانی و آسایش برمی‌انگیزد، پرندگان مختلف آبی در طول موسم سال در تالاب زندگی می‌کنند، مانند مرغ غواص، بط (مرغابی)، نورس که به گویش محلی آن را (طیوطیوک) می‌نامند به اعداد زیادی در کنار تالاب دیده می‌شوند، مخصوصاً در فصل زمستان و پاییز و در کنار و گوشه تالاب و در سوراخ و شکاف کوهای اطراف تالاب لانه می‌سازند در مواسم جفتگیری و تخم‌گذاری، همچنین در مواسم مختلف سال پرندگان مهاجر نیز در منطقه تالاب لمبیر ملکی به اعداد بزرگی دیده می‌شوند. در این مواسم منطقهٔ لمبیر سرشار از آواز و هیاهوی مرغان خوش الحان است، مخصوصاً قمری و فاخته که أوازی خوش و دلنشین دارند. گاه وقتی نیز اردک‌ها و غازها که عمده‌ترین پرندگان شکاری آبی هستند به‌طور اسراب در اطراف لمبیر ملکی و سد بست گز دیده می‌شوند. پرندگان مختلف کوهستانی در اطراف وروی شاخه‌های درختان دور و نزدیک تالاب لانه می‌سازند.
در گوشه غربی لمبیر ملکی زمین جوکار است که کوخردی‌ها در آن جو و گندم می‌کارند، همچنین روی تپه ای از سمت مغرب خیرین آب انباری برکه ای ساخته‌اند.

## لانه‌های روباه در لمبیر ملکی
در مناطق کویری و باتلاقی می‌توان روباه‌های شنی را به فراوانی مشاهده کرد. دلیل آن، وجود شرایط زیست‌محیطی مناسب در منطقه برای آنهاست. شرایطی مانند آب و هوای مناسب و گرمسیری، دارا بودن دشت‌ها، شنزارها برای استتار و پوشش مناسب، و وجود شکارها و غذاهای فراوان، از مهم‌ترین این‌ها وجود آب در منطقه.
در لمبیر ملکی و به ویژه در دوران گذشته از این نوع روباه‌ها زیاد یافت می‌شد، در تپه‌های اطراف لمبیر هنوز آثار لانه‌های آن‌ها به چشم می‌خورد، امروزه در اثر صید بی‌رویه این جانور زیبا تقریباً نسلش در این ناحیه نابوده شده‌است و خیلی کمیاب شده‌است.
اما خرگوش با وجود اینکه در معرض صید زیاد قرار گرفته‌است هنوز یافت می‌شود.

## فهرست منابع و مآخذ
- محمدیان، کوخردی، محمد. به یاد کوخرد ج۲. چاپ اول، دبی: سال انتشار ۲۰۰۳ میلادی.
- نگاره‌ها از: محمد محمدیان.
- الکوخردی، محمد، بن یوسف، (کُوخِرد حَاضِرَة اِسلامِیةَ عَلی ضِفافِ نَهر مِهران Kookherd, an Islamic District on the bank of Mehran River) الطبعة الثالثة، دبی: سنة ۱۹۹۷ للمیلاد.
- محمدیان، کوخردی، محمد،  (شهرستان بستک و بخش کوخرد) ، ج۱. چاپ اول، دبی: سال انتشار ۲۰۰۵ میلادی.